# HMS Pallas (1757)
O HMS Pallas foi uma fragata construída em 1757, nos estaleiros navais de Wells (Deptford, Inglaterra), e afundada pelo seu comandante na Calheta em 13 de Fevereiro de 1783.

## Características
O HMS Pallas era uma fragata classificada como navio de 5ª categoria, de cerca de 728 toneladas e 40 m de comprimento, 10,6 m de boca e provavelmente 5 m de calado. A tripulação era composta por 240 homens, entre oficiais e marinheiros.

## Naufrágio
O navio estava em muito mau estado geral antes de iniciar a sua última viagem; de fato tinha aportado a Halifax para reparações de emergência em Setembro de 1782 na sequência de uma tempestade. Durante esse período o navio foi escalado para escoltar um combóio de navios mercantes através do Atlântico.
Durante a viagem o navio começou a fazer água em grandes quantidades, e a aumentar de dia para dia. Segundo os relatos da época, após uma tempestade, a 5 de Fevereiro de 1783, o nível de água a bordo chegava aos 2,5 metros dentro do porão. Nestas condições o comandante ordenou, a 5 de Fevereiro, que o navio rumasse para o porto mais próximo: a Horta.
A 10 de Fevereiro o navio chega à Horta, mas o vento contrário impede-o de fundear, e obriga-o a continuar para São Jorge, onde chega a 12 de Fevereiro.
Com a tripulação exausta, o capitão-de-mar-e-guerra Christopher Parker, comandante do navio, ordena que este seja encalhado na Calheta para evitar a sua perda e avaliar os estragos.
Quando descem aos porões, os oficiais rapidamente se apercebem que o tabuado do casco está irremediávelmente deteriorado. É então dada ordem para retirar de bordo todo o que se poder aproveitar, e, após duas semanas a retirar coisas de bordo, é deitado fogo ao que sobra do navio.
Atualmente é ainda possível encontrar vestígios deste navio no fundo do porto da Calheta.